# فريدريك ر. غوف
فريدريك ر. غوف (بالإنجليزية: Frederick R. Goff)‏ هو أمين مكتبة أمريكي، ولد في 23 أبريل 1916 في نيوبورت في الولايات المتحدة، وتوفي في 26 سبتمبر 1982 بسبب قصور كلوي.